# A Tribe Called Quest
A Tribe Called Quest est un groupe de hip-hop américain, originaire du Queens, à New York. Formé en 1985, il se compose du rappeur et producteur Q-Tip, du MC Phife Dawg et du DJ et producteur Ali Shaheed Muhammad. Un quatrième membre, le rappeur Jarobi White, quitte le groupe en 1991, après la publication de leur premier album. Il contribue sporadiquement aux chansons du groupe.
Le groupe dénombre cinq albums publiés entre 1990 et 1998 et se sépare en 1998. En 2006, le groupe se reforme et se lance dans une tournée américaine. Musicalement, "ATCQ" contribue au développement du style jazz rap, avec d'autres groupes comme Gang Starr, De La Soul ou The Roots.

## Biographie

### Formation du groupe
Originaire du quartier du Queens, à New York, Q-Tip et Phife se connaissent depuis qu'ils ont deux ans. Ils étaient à l'école ensemble et ont pratiqué plusieurs sports ensemble (baseball, basketball, football américain). A l’adolescence, Phife fréquente les blocs party du Queens et encourage Q-Tip à rapper avec lui lors de ces soirées. Q-Tip raconte : « le Hip-Hop nous fascinait et Phife rappait sans arrêt ». Inspiré par les rappeurs célèbres du Queens : Run DMC et LL Cool J, c’est sur leurs instrumentales que les deux débutants  vont commencer à rapper leurs propres textes, avant de se lancer dans la composition. Phife rencontre Jarobi White sur les terrains de basket et Q-Tip rencontre Ali Shaheed au lycée. Le groupe, qui ne s'appelait encore que « Quest », était né.

### La tribu émerge
Au lycée Q-Tip et Ali Shaeed passe beaucoup de temps à rapper lors des pauses et partagent ces moments avec d’autres passionnés de rap. Ils font la connaissance de Mike G et Afrika Baby Bam du groupe Jungle Brothers. Cette rencontre est déterminante puisque l’oncle de Mike G est un DJ important de New York : DJ Red Alert. Il diffusera leur premier morceau à la radio.
Q-Tip explique que lors d’un freestyle au lycée, il a rappé « mon groupe s’appelle Quest », avant qu'Afrika Baby Bam l’arrête et lui dise « Non, dis plutôt : ma tribu s’appelle Quest ».
Début 1989, la désormais Tribe Called Quest signe un contrat avec Geffen Records et produit cinq démos, qui seront plus tard des chansons incluses dans leurs futurs albums : Description of a Fool, I Left My Wallet in El Segundo, et Can I Kick It?. Ce dernier reprend la chanson Walk on the Wild Side de Lou Reed pour « en faire un titre viable dans un contexte hip-hop. » Cette même année, alors que plusieurs labels font des propositions au groupe pour un premier album, c’est Jive Records qui signe les 4 artistes.

### Premier album
People's Instinctive Travels and the Paths of Rhythm sort le 17 avril 1990. L'album atteint la 91e place du classement Billboard 200, et la 23e place des R&B Albums porté par le single Can I Kick It?. A Tribe Called Quest se fait alors connaître comme le premier groupe de hip-hop à critiquer le gangsta rap et la tournure machiste que prenait le rap en général à cette époque. Il prône des valeurs de tolérance et d'émancipation chers à la Zulu Nation à laquelle ils appartiennent.

### The Low End Theory: la révolution
Malgré le bon accueil de son premier album, le groupe se popularise véritablement avec la sortie de son second opus, The Low End Theory, le 24 septembre 1991 qui inclut des chansons comme The Infamous Date Rape, Check the Rhime ou Scenario. L'album atteint la 45e place du classement Billboard 200, et la 13e place des R&B Albums. The Low End Theory est salué par la presse spécialisée et considéré comme l'un des meilleurs albums dans l'histoire du hip-hop aux yeux des spécialistes et des fans,, ; Rolling Stone le considère comme l'un des « meilleurs albums de tous les temps » le classant 154e des 500 meilleurs albums de tous les temps,. Le magazine Spin le classe 32e des « 90 plus grands albums des années '90 ». Si The Low End Theory a autant marqué son époque, c'est notamment par les choix musicaux faits par ATCQ. Le tempo de la majorité des morceaux n'excède pas les 100 BPM, laissant plus de place aux phrases longues. Le choix des samples et des batteries, principalement issus de la soul et du jazz, et le travail de l'ingénieur du son Bob Power donnent une couleur musicale particulière à l'album. Le rappeur Common explique qu’avec cet album "A Tribe Called Quest donnait naissance à un nouveau style de Hip-Hop" et Pharrell Williams avertit que cet album est tellement parfait, qu'il n'aurait "jamais toléré la moindre critique à son sujet.

### Midnight Maurauders
Novembre 1993 est un mois mémorable pour le Hip-Hop. Quatre albums de rap très importants sont sortis, représentant chacun des styles de rap différents : Enter the Wu-Tang (36 Chambers) du Wu-Tang Clan et son Boom bap brut et sombre, l'album de G-Funk Doggystyle de Snoop Doggy Dogg et les albums de Jazz rap de Queen Latifah, Black Reign, et Midnight Marauders d'A Tribe Called Quest.
Le troisième album du groupe sorti le 9 novembre 1993 est plébiscité par l'ensemble de la presse spécialisée, et atteint la 8e place du Billboard 200, ainsi que la première place des R&B Albums. La couverture et le livret de l'album présentent le visage de plus de 50 rappeurs et DJ's majeurs, comme De La Soul, Jungle Brothers, Beastie Boys, Ice-T, ou bien encore Heavy D.
Chris Lighty, Manager du groupe dans les années 90, raconte que Midnight Marauders fût "un gros, gros, gros projet. L'acquisition des samples (sample clearance) a couté aussi cher que l'enregistrement lui-même."
À l'été 1994, A Tribe Called Quest se produit au festival Lollapalooza. C'est à cette occasion que Q-Tip fait la connaissance  de J Dilla, un beatmaker de Détroit. J Dilla donne une démo à Q-Tip qui sera impressionné par les beats qu'il produit pour son groupe Slum Village. Ils s'associeront alors avec Ali Shaheed Muhammad pour créer le trio de producteurs The Ummah qui produira les deux albums suivants d'ATCQ, le premier album solo de Q-Tip, Amplified, et des morceaux pour divers artistes (Janet Jackson, Busta Rhymes, Jon B...).
1995 reste une année silencieuse pour le groupe marquée par l'indisponibilité de Q-Tip qui travaillera en tant que producteur et directeur artistique pour d'autres artistes, Mobb Deep notamment.

### Beats, Rhymes and Life et The Love Movement
Trois ans s'écoulent avant la publication du quatrième album, Beats, Rhymes and Life, le 30 juillet 1996. L'album atteint la première place des classements Billboard 200 et R&B Albums en 1996. Malgré le bon accueil, il ne parvient pas à marquer autant les esprits que les précédents albums du groupe. La musique est désormais composée par le trio The Ummah. Les parties mélodiques contiennent des samples auxquels s'ajoutent des instruments tels que le Rhodes, comme sur les morceaux : Crew ou Mind Power ou de la guitare électrique sur Keeping It Moving. Les batteries sont jouées à la boite à rythme, souvent manuellement pour "swinger" à la manière de J Dilla.
The Love Movement, qui est longtemps resté le dernier album d'ATCQ, sort le 29 septembre 1998. L'album, rapidement "disque d'or" est porté par les singles Find a Way et Like It Like That. The Ummah reprend la méthode de production de Midnight Marauders, un Jazz-rap mêlant composition et samples. Mais le groupe se sépare un mois après sa publication. Une séparation que les fans considèrent comme « la fin d'une ère ».

### Tensions et séparation du groupe après cinq albums
Après l’album Midnight Mauraders en 1993, Phife part s’installer à Atlanta. Q-Tip expliquera ne pas avoir compris ce choix, ce qui aurait accentué les tensions qu’il pouvait déjà y avoir entre les deux rappeurs. Les membres du groupe travaillent moins ensemble et les deux albums suivants Beats Rhymes & Life et The Love Movement seront composés dans une ambiance tendue.
Dans le documentaire Beats, Rhymes & Life: The Travels of a Tribe Called Quest, sorti en 2011, l’entourage de Q-Tip le décrit comme « très créatif » mais « trop perfectionniste » et « constamment insatisfait ». Chris Lighty, Manager du groupe, explique que « la créativité de Q-Tip était un frein ». Tandis que Phife ironisera que ce n’était plus A Tribe Called Quest mais « Q-Tip & A Tribe Called Quest ».
Le groupe se sépare en 1998, un mois tout juste après la sortie de l’album The Love Movement. Q-Tip continue sa carrière solo, en sortant son premier album Amplified et participant à des chansons avec d'autres artistes comme le bassiste Stanley Clarke ou le groupe d'electro The Chemical Brothers. Phife Dawg et Ali Shaheed Muhammad ont également poursuivi leurs carrières personnelles. Muhammad a notamment fondé le groupe de RnB Lucy Pearl, avec Dawn Robinson, ancien membre du groupe En Vogue, et Raphael Saadiq.

### Reformation de la tribu
En 2006, le groupe se reforme, Jarobi y compris, pour jouer au Wiltern Theater de Los Angeles et entame une tournée nord-américaine comprenant plusieurs dates aux États-Unis, Mexique et Canada. Le documentaire Beats, Rhymes & Life: The Travels of a Tribe Called Quest sorti en 2011 relate le parcours du groupe et montre les vives tensions entre Q-Tip et Phife lors de leurs tournées à la fin des années 2000. Les années suivantes, le quatuor fera néanmoins de nouveaux concerts, notamment quelques dates en Europe l'été 2013. Le 13 novembre 2015, le groupe se produit dans The Tonight Show starring Jimmy Fallon.

### Un ultime album en 2016
Alors que le groupe répétait depuis des années qu'il ne sortirait plus d'album, l'opus We Got It from Here... Thank You 4 Your Service sort le 11 novembre 2016, 18 ans après The Love Movement. A Tribe Called Quest l'a travaillé et enregistré en secret dans le studio AbLab de Q-Tip pendant environ un an,.
Phife Dawg, atteint de diabète depuis longtemps, alternait séances de studio et dialyses à l'hôpital. Il décèdera le 22 mars 2016, à l'âge de 45 ans,. L'album est un succès critique et est considéré comme une très belle conclusion par les membres du groupe et leur entourage. De nombreux artistes collaborent avec ATCQ sur ce dernier album : André 3000, Kendrick Lamar, Jack White, Elton John, Kanye West, Anderson .Paak, Talib Kweli ainsi que Consequence et Busta Rhymes qui auront régulièrement collaboré avec ATCQ.

## Discographie

### Albums studio
- 1990 : People's Instinctive Travels and the Paths of Rhythm
- 1991 : The Low End Theory
- 1993 : Midnight Marauders
- 1996 : Beats, Rhymes and Life
- 1998 : The Love Movement
- 2016 : We Got It from Here... Thank You 4 Your Service

### Compilations
- 1992 : Revised Quest for the Seasoned Traveller
- 1999 : The Anthology
- 2003 : Hits, Rarities and Remixes

2006 : The Lost Tribes
- 2008 : The Best of A Tribe Called Quest

## Récompenses et hommages

### Certifications

#### Albums
Tous les albums d'ATCQ ont reçu une certification de la Recording Industry Association of America :
- Or pour l'album People's Instinctive Travels and the Paths of Rhythm
- Platine pour l'album The Low End Theory
- Platine pour l'album Midnight Marauders
- Platine pour l'album Beats, Rhymes and Life
- Or pour l'album The Love Movement
- Or pour l'album We Got It from Here... Thank You 4 Your Service

#### Singles
Les singles suivants ont été certifiés "disques d'or" dans la catégorie "Digital" en 2021 par la Recording Industry Association of America :
- Or pour le single : Check The Rhimes
- Or pour le single : Scenario

### Hommages
Les éditeurs d'About.com classent A Tribe Called Quest quatrième dans sa liste des 25 meilleurs groupes de rap de tous les temps.
Rolling Stone classe l'album Low End Theory 154e des 500 meilleurs albums de tous les temps,.
Le magazine Spin classe l'album Low End Theory 32e des « 90 plus grands albums des années '90 ».
John Bush du site AllMusic le considère comme « le groupe artistique de rap le plus intelligent des années 1990 ».
En 2005, A Tribe Called Quest remporte un Special Achievement Award au Billboard R&B Hip-Hop Awards d'Atlanta.
En 2007, le groupe est formellement honoré à la quatrième édition des VH1 Hip Hop Honors.
Dans le film d'animation Soul de Disney, les personnages principaux se rendent dans un salon de coiffure qui diffuse le morceau Check The Rhime d'A Tribe Called Quest. Au même moment, on peut également apercevoir un poster avec le nom du groupe sur les murs du salon.
On peut entendre le hit Can I Kick It ? dans la bande-annonce du film d'animation Teenage Mutant Ninja Turtles: Mutant Mayhem.

## Filmographie
- 2011 : Beats, Rhymes & Life: The Travels of a Tribe Called Quest, un film documentaire de Michael Rapaport, qui leur est consacré.